# Paolo Lorenzani
Paolo Lorenzani   (Roma, 5 de gener de 1640 - Roma, 28 d'octubre de 1713) fou un compositor i músic italià. Va viure a França durant disset anys i participà en la promoció de l'estil musical italià. Amb Jean-Baptiste Lully, és un dels músics italians més importants sota el regnat de Lluís XIV.

## Biografia
Lorenzani va néixer a Roma i va ser format per Orazio Benevoli, mestre de capella per a la Capella Giulia de la Basílica de Sant Pere al Vaticà.
Va servir a Roma com a mestre de capella a l'Església del Gesù i al Collegio Romano, la primera universitat jesuïta, que més tard es va expandir per convertir-se en la Pontifícia Universitat Gregoriana. El 1674 es va traslladar a Messina seguint el duc de Vivonne, comandant de l'exèrcit francès, que havia vingut a donar suport a la revolta antiespanyola. A la ciutat siciliana Lorenzani va ser nomenat mestre de capella de la catedral. En 1678, quan els francesos van haver de fugir de Messina, va seguir el duc de Vivonne a París.
Aquí va ser rebut a la cort per Lluís XIV, i va ser apreciat pels seus motets i composicions de cambra, que van despertar un nou interès per la música italiana. Gràcies als ingressos obtinguts a la cort amb la seva música, l'any 1679 va poder comprar el càrrec de maître de musique de la reine ("mestre de música de la reina"). L'any següent esdevingué el surintendant de la musique de chambre ("director de música de cambra") de la reina.Sota les ordres del rei, Lorenzani va viatjar de tornada a Itàlia i va reclutar cantants per a la capella del monarca.Malgrat l'ajuda de Madame de Montespan, mai no va aconseguir la popularitat suficient per vèncer el gran antagonisme de Jean-Baptiste Lully, una gran força de la música francesa de l'època. Els subterfugis de Lully probablement van impedir a Lorenzani de rebre diversos càrrecs disponibles a la Chapelle royale el 1683. Aquest revés i la mort de la reina van marcar l'inici de la ruptura de Lorenzani amb Versalles. A causa de les seves creences ultramontanes, va rebre l'ordre de marxar de Versalles, gràcies a les pressions de Lully.
Malgrat tot, una serenata italiana el 1684 va resultar ser un èxit, gràcies a l'ajuda de Michel Richard Delalande. A París, va obtenir el càrrec de maître de musique en un monestir dels teatins. Aquí, va dirigir la seva pròpia música en presència d'aristòcrates italianòfils. El 23 d'agost de 1688., la seva òpera Oronthée, composta a l'estil francès, es va estrenar a l'Académie royale de Chantilly. El 1693 Lorenzani va publicar els seus Grand Motets, que estaven dedicats al rei.
Havent retornat a Roma, el 19 de juliol de 1694 va ser nomenat ràpidament mestre de la Capella Giulia a Sant Pere al Vaticà en substitució del difunt Francesco Berretta.
Va ser membre de la congregació de Santa Cecília, dins de la qual va exercir diverses vegades la funció de guardià dels mestres de capella.
El 25 de setembre de 1705 una de les seves serenates va ser interpretada per "cantants famosos" al palau de Maria Casimira de Polònia a Roma.
Va morir a Roma el 28 d'octubre de 1713 i va ser enterrat a l'església de Santo Spirito a Sassia.
Entre les seves composicions, cal destacar també l'oratori L'angelo custode (basat en un text de Giovanni Filippo Apolloni), psalms, un Magníficat, motets, àries i cantates.